# Lista över avsnitt av The Crown
Detta är en avsnittslista för den historiska dramaserien The Crown, om drottning Elizabeth II. Serien är skapad och huvudsakligen författad av Peter Morgan, den är producerad av Left Bank Pictures och Sony Pictures Television för Netflix. Den första säsongen släpptes på Netflix den 4 november 2016, den andra den 8 december 2017, den tredje den 17 november 2019 och den fjärde den 15 november 2020. En femte säsong väntas få premiär 2022. Hittills har 40 avsnitt av The Crown sänts.

## Serieöversikt
| Serie | Serie | Avsnitt | Avsnitt | Originalvisning  |
| ----- | ----- | ------- | ------- | ---------------- |
|       | 1     | 10      | 10      | 4 november 2016  |
|       | 2     | 10      | 10      | 8 december 2017  |
|       | 3     | 10      | 10      | 17 november 2019 |
|       | 4     | 10      | 10      | 15 november 2020 |

## Avsnitt

### Säsong 1 (2016)
| Nr i serien | Nr i säsongen | Titel                   | Regissör       | Manus        | Sändningsdatum  |
| ----------- | ------------- | ----------------------- | -------------- | ------------ | --------------- |
| 1           | 1             | "Wolferton Splash"      | Stephen Daldry | Peter Morgan | 4 november 2016 |
| 2           | 2             | "Hyde Park Corner"      | Stephen Daldry | Peter Morgan | 4 november 2016 |
| 3           | 3             | "Windsor"               | Philip Martin  | Peter Morgan | 4 november 2016 |
| 4           | 4             | "Act of God"            | Julian Jarrold | Peter Morgan | 4 november 2016 |
| 5           | 5             | "Smoke and Mirrors"     | Philip Martin  | Peter Morgan | 4 november 2016 |
| 6           | 6             | "Gelignite"             | Julian Jarrold | Peter Morgan | 4 november 2016 |
| 7           | 7             | "Scientia Potentia Est" | Benjamin Caron | Peter Morgan | 4 november 2016 |
| 8           | 8             | "Pride & Joy"           | Philip Martin  | Peter Morgan | 4 november 2016 |
| 9           | 9             | "Assassins"             | Benjamin Caron | Peter Morgan | 4 november 2016 |
| 10          | 10            | "Gloriana"              | Philip Martin  | Peter Morgan | 4 november 2016 |

### Säsong 2 (2017)
| Nr i serien | Nr i säsongen | Titel               | Regissör           | Manus                      | Sändningsdatum  |
| ----------- | ------------- | ------------------- | ------------------ | -------------------------- | --------------- |
| 1           | 1             | "Misadventure"      | Philip Martin      | Peter Morgan               | 8 december 2017 |
| 2           | 2             | "A Company of Men"  | Philip Martin      | Peter Morgan               | 8 december 2017 |
| 3           | 3             | "Lisbon"            | Philip Martin      | Peter Morgan               | 8 december 2017 |
| 4           | 4             | "Beryl"             | Benjamin Caron     | Amy Jenkins & Peter Morgan | 8 december 2017 |
| 5           | 5             | "Marionettes"       | Philippa Lowthorpe | Peter Morgan               | 8 december 2017 |
| 6           | 6             | "Vergangenheit"     | Philippa Lowthorpe | Peter Morgan               | 8 december 2017 |
| 7           | 7             | "Matrimonium"       | Benjamin Caron     | Peter Morgan               | 8 december 2017 |
| 8           | 8             | "Dear Mrs. Kennedy" | Stephen Daldry     | Peter Morgan               | 8 december 2017 |
| 9           | 9             | "Paterfamilias"     | Stephen Daldry     | Tom Edge & Peter Morgan    | 8 december 2017 |
| 10          | 10            | "Mystery Man"       | Benjamin Caron     | Peter Morgan               | 8 december 2017 |

### Säsong 3 (2019)
| Nr i serien | Nr i säsongen | Titel           | Regissör            | Manus                        | Sändningsdatum   |
| ----------- | ------------- | --------------- | ------------------- | ---------------------------- | ---------------- |
| 1           | 1             | "Olding"        | Benjamin Caron      | Peter Morgan                 | 17 november 2019 |
| 2           | 2             | "Margaretology" | Benjamin Caron      | Peter Morgan                 | 17 november 2019 |
| 3           | 3             | "Aberfan"       | Benjamin Caron      | Peter Morgan                 | 17 november 2019 |
| 4           | 4             | "Bubbikins"     | Benjamin Caron      | Peter Morgan                 | 17 november 2019 |
| 5           | 5             | "Coup"          | Christian Schwochow | Peter Morgan                 | 17 november 2019 |
| 6           | 6             | "Tywysog Cymru" | Christian Schwochow | James Graham & Peter Morgan  | 17 november 2019 |
| 7           | 7             | "Moondust"      | Jessica Hobbs       | Peter Morgan                 | 17 november 2019 |
| 8           | 8             | "Dangling Man"  | Sam Donovan         | David Hancock & Peter Morgan | 17 november 2019 |
| 9           | 9             | "Imbroglio"     | Sam Donovan         | Peter Morgan                 | 17 november 2019 |
| 10          | 10            | "Cri de Coeur"  | Jessica Hobbs       | Peter Morgan                 | 17 november 2019 |

### Säsong 4 (2020)
| Nr i serien | Nr i säsongen | Titel                      | Regissör         | Manus                             | Sändningsdatum   |
| ----------- | ------------- | -------------------------- | ---------------- | --------------------------------- | ---------------- |
| 1           | 1             | "Gold Stick"               | Benjamin Caron   | Peter Morgan                      | 15 november 2020 |
| 2           | 2             | "The Balmoral Test"        | Paul Whittington | Peter Morgan                      | 15 november 2020 |
| 3           | 3             | "Fairytale"                | Benjamin Caron   | Peter Morgan                      | 15 november 2020 |
| 4           | 4             | "Favourites"               | Paul Whittington | Peter Morgan                      | 15 november 2020 |
| 5           | 5             | "Fagan"                    | Paul Whittington | Jonathan D. Wilson & Peter Morgan | 15 november 2020 |
| 6           | 6             | "Terra Nullius"            | Julian Jarrold   | Peter Morgan                      | 15 november 2020 |
| 7           | 7             | "The Hereditary Principle" | Jessica Hobbs    | Peter Morgan                      | 15 november 2020 |
| 8           | 8             | "48:1"                     | Julian Jarrold   | Peter Morgan                      | 15 november 2020 |
| 9           | 9             | "Avalanche"                | Jessica Hobbs    | Peter Morgan                      | 15 november 2020 |
| 10          | 10            | "War"                      | Jessica Hobbs    | Peter Morgan                      | 15 november 2020 |